# Meantime
Meantime – studyjny album zespołu Helmet wydany 23 sierpnia 1992 roku przez wytwórnię Interscope. Nagrywano go między grudniem 1991 roku a lutym 1992 roku w  Nowym Jorku. Muzycy, którzy uczestniczyli w nagrywaniu tej płyty to: wokalista i gitarzysta Page Hamilton, basista Henry Bogdan, perkusista John Stanier i gitarzysta Peter Mengede. Album zawiera 10 metalowych kawałków. Całość trwa 36 minut i 56 sekund. Produkcja płyty kosztowała 1 milion dolarów. Do trzech utworów powstały teledyski. Są to: "Unsung", "Give It" i "In The Meantime". Pierwsza z tych piosenek znalazła się w grach Guitar Hero i Grand Theft Auto: San Andreas na komputer oraz konsole PlayStation 2. Krążek pojawił się w sprzedaży w dwóch wersjach z różnymi okładkami. W 1992 roku piosenka "Meantime" znalazła się na 68. miejscu "Billboard Hot 200", a także na pierwszym miejscu listy "Heatseekers". Utwór "Unsung" zajął 32. miejsce na liście "Mainstream Rock Tracks" oraz 29. na "Modern Rock Tracks".
Cover utworu "In The Meantime" stworzyła grupa Soulfly. Wydany został na albumie Prophecy (2004)

## Lista utworów
| 1.  | "In The Meantime" | 3:08  |
|     |                   |       |
| 2.  | "Ironhead"        | 3:22  |
|     |                   |       |
| 3.  | "Give It"         | 4:17  |
|     |                   |       |
| 4.  | "Unsung"          | 3:57  |
|     |                   |       |
| 5.  | "Turned Out"      | 4:14  |
|     |                   |       |
| 6.  | "He Feels Bad"    | 4:03  |
|     |                   |       |
| 7.  | "Better"          | 3:10  |
|     |                   |       |
| 8.  | "You Borrowed"    | 3:45  |
|     |                   |       |
| 9.  | "FBLA II"         | 3:22  |
|     |                   |       |
| 10. | "Role Model"      | 3:35  |
|     |                   |       |
|     |                   | 36:53 |
|     |                   |       |
wszystkie piosenki napisał Hamilton

## Twórcy
- Peter Mengede – gitara
- Henry Bogdan – bass
- Page Hamilton – gitara i wokal
- John Stanier – perkusja
- Steve Sisco – asystent
- Steve Albini – nagrywał "In The Meantime"
- Wharton Tiers – technik
- Andy Wallace – miksowanie
- Howie Weinberg – masterowanie